# George H. Hoffman
George Harrison Hoffman (* 21. Januar 1838 im Adams County, Pennsylvania; † 31. August 1922 in South Dakota) war ein US-amerikanischer Politiker. Zwischen 1891 und 1893 war er Vizegouverneur des Bundesstaates South Dakota.

## Werdegang
Im Jahr 1844 kam George Hoffman mit seinen Eltern in das DeKalb County in Indiana. Dort war der Vater als Lehrer und Farmer tätig. George besuchte die öffentlichen Schulen seiner jeweiligen Heimat. Anschließend absolvierte er eine Lehre als Schreiner. Außerdem arbeitete er in der Landwirtschaft. Zwischen 1863 und 1865 war er während des Bürgerkrieges Soldat einer Infanterieeinheit aus Indiana, die zum Heer der Union gehörte. Anschließend war er bis 1884 in Indiana wieder in der Landwirtschaft tätig. In diesem Jahr zog er in das Dakota-Territorium, wo er im Walworth County eine Ranch betrieb. Unter anderem züchtete er Hereford-Rinder.
Politisch schloss sich Hoffman der Republikanischen Partei an. Nach dem Beitritt South Dakotas zur Union im Jahr 1889 wurde er in den dortigen Staatssenat gewählt. Im Jahr 1890 wurde er an der Seite von Arthur C. Mellette zum Vizegouverneur seines Staates gewählt. Dieses Amt bekleidete er zwischen 1891 und 1893. Dabei war er Stellvertreter des Gouverneurs und Vorsitzender des Staatssenats. Er setzte sich unter anderem für Belange im Bereich der Bildungspolitik ein und war Mitglied mehrerer Bildungsausschüsse auf lokaler und Staatsebene. Hoffman gehörte verschiedenen Organisationen und Vereinigungen an, darunter auch die Veteranenvereinigung Grand Army of the Republic. Er starb am 31. August 1922.